# Сумска област
Сумска област (укр. Сумська область), позната и као Сумшчина (укр. Сумщина), област је на североистоку Украјине. Административни центар области је град Суми.

## Географија
Сумска област се налази на североистоку Украјине, и њена површина (23,834km2) чини 3,95% од укупне површине Украјине. Област се на североистоку граничи са руском Брјанском облашћу, Курском облашћу на истоку, Полтавском облашћу на југозападу и Чернихивском облашћу на западу.

## Животна средина
Сумска област садржи 168 објеката и територија које су под заштитом државе. Област је богата пејзашки лепим рекама и извориштима минералне воде. Већи еколошки проблеми су ерозија земље, загађење пестицидима, као и загађеност ваздуха и воде. Град Суми има проблема са прерадом отпада. Једино место у Украјини где се користе пестициди су у Шостки у Сумској области.

## Економија
Главне индустријске гране су хемијско и механичко инжењерство, енергетско механичко инжењерство, производња пољопривредних машина, индустрија за производњу инструмената и радио технологије, рударство, прерада нафте и земног гаса, и производња вештачког ђубрива.

## Становништво
| Националност | 1989. | 2001. | Матерњи језик    | 1989. | 2001. |
| Украјинци    | 85,5% | 88,8% | Украјински језик | 78,1% | 84,0% |
| Руси         | 13,3% | 9,4%  | Руски језик      | 21,4% | 15,6% |
| Белоруси     | 0,4%  | 0,3%  | остали језици    | 0,5%  | 0,4%  |
| Роми         | 0,1%  | 0,1%  |                  |       |       |
| Јермени      | 0,0%  | 0,1%  |                  |       |       |
| Молдавци     | 0,1%  | 0,1%  |                  |       |       |
| Јевреји      | 0,2%  | 0,1%  |                  |       |       |

## Познате личности из Сумске области
- Виктор Јушченко — политичар, председник Украјине (2005—2010)
- Олег Гусев — фудбалер, украјински репрезентативац